# انتخابات ریاست‌جمهوری قبرس (۲۰۱۸)
انتخابات ریاست‌جمهوری قبرس (۲۰۱۸) (انگلیسی: Cypriot presidential election, 2018) در ۲۸ ژانویه برگزار شد. همان‌طور که هیچ کاندیدایی اکثریت رأی را در دور اول دریافت نکرده بود، در روز ۴ فوریه بین دو نامزد برتر، رئیس‌جمهور فعلی نیکوس آناستاسیادس از ائتلاف دموکراتیک و استاوروس ملاس حزب پیشرو کارگر. آناستاسیادس با ۵۵٫۹۹٪ برنده انتخابات ریاست جمهوری شد.

## نظام انتخاباتی
رئیس‌جمهور قبرس با استفاده از نظام دومرحله‌ای انتخاب می‌شود؛ در صورتی که هیچ کاندیدایی در دور اول رای‌گیری اکثریت نداشته باشد، دو نفر از دو نامزد برتر انتخاب می‌شوند.

## کاندیداها

### نامزدهای تأیید شده
- نیکوس آناستاسیادس از ائتلاف دموکراتیک
- جورجوس لیلیچاس، اتحاد شهروندان
- نیکولاس پاپادوپولوس، ار حزب دموکرات نیز از جنبش همبستگی و جنبش برای سوسیال دموکراسی حمایت کرد.

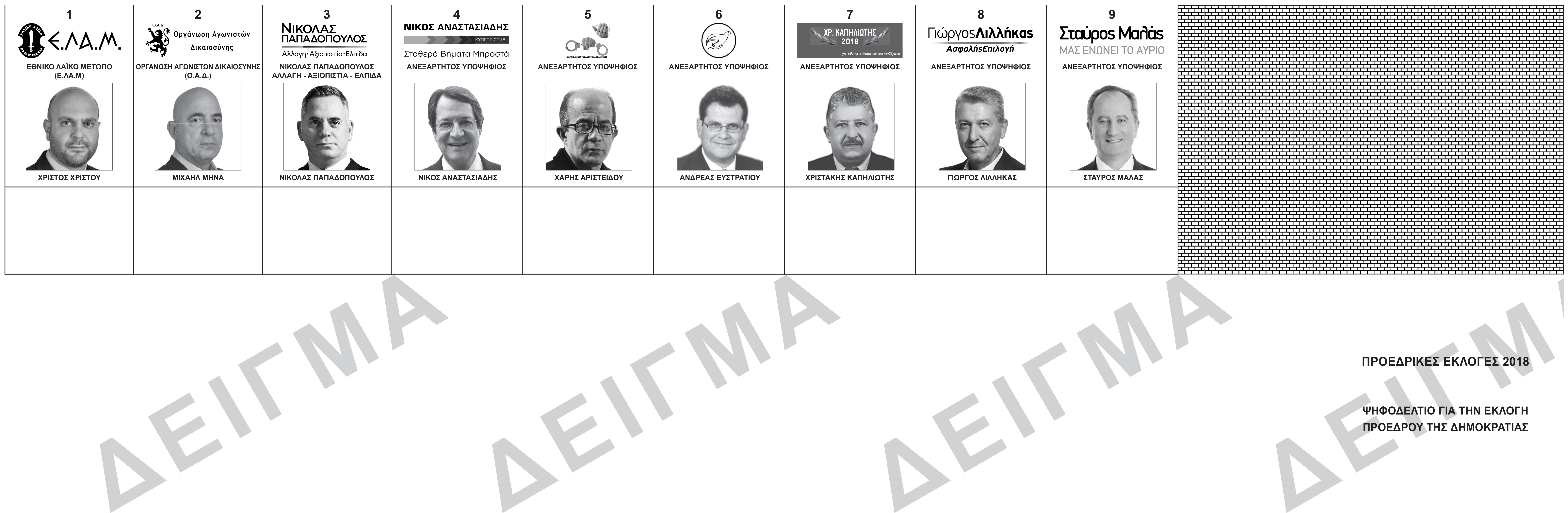
نمونه ای از رای‌گیری مورد استفاده در دور اول

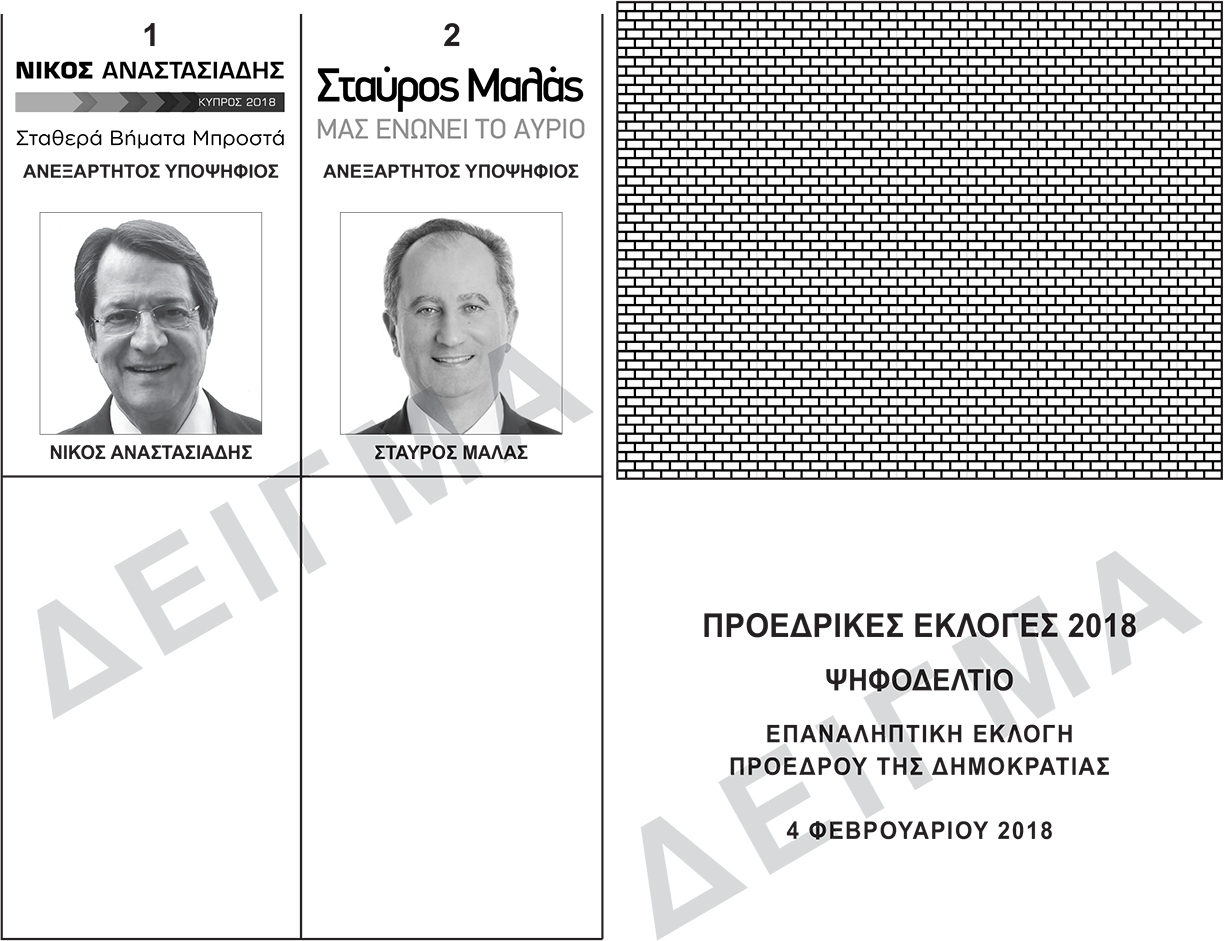
نمونه ای از رای‌گیری مورد استفاده در دور دوم

- استاورس مالاس، حزب پیشرو کارگران
- کریستوس کریستو، ELAM (قبرس)

## نظرسنجی‌ها

### دور اول
| ناظر انتخابات                                                      | تاریخ           | خودداری از دادن رای |                  |            |                  |                       |             | سایر  | تقدم  |
| ------------------------------------------------------------------ | --------------- | ------------------- | ---------------- | ---------- | ---------------- | --------------------- | ----------- | ----- | ----- |
| ناظر انتخابات                                                      | تاریخ           | خودداری از دادن رای |                  |            |                  |                       |             | سایر  | تقدم  |
| ناظر انتخابات                                                      | تاریخ           | خودداری از دادن رای | آناستاسیادس DISY | مالاس AKEL | پاپادوپولوس DIKO | جیورجوس لیلیکاس SYPOL | کریستو ΕLΑΜ | سایر  | تقدم  |
| نتایج انتخابات                                                     | ۲۹ ژانویه ۲۰۱۸  | ۲۸٫۱۲٪              | ۳۵٫۵۱٪           | ۳۰٫۲۴٪     | ۲۵٫۷۴٪           | ۲٫۱۸٪                 | ۵٫۶۵٪       | ۰٫۶۸٪ | ۵٫۲۷٪ |
|                                                                    |                 |                     |                  |            |                  |                       |             |       |       |
| CMRC                                                               | ۱۹ ژانویه ۲۰۱۸  | ۱۶٫۵٪               | ۳۰٫۲٪            | ۲۰٪        | ۲۱٫۴٪            | ۲٫۴٪                  | ۳٫۶٪        | ۵٫۹٪  | ۸٫۸٪  |
| Prime Consulting بایگانی‌شده در ۲۹ ژانویه ۲۰۱۸ توسط Wayback Machine | ۱۸ ژانویه ۲۰۱۸  | ۱۶٫۹٪               | ۳۱٫۹٪            | ۲۰٫۸٪      | ۲۳٫۴٪            | ۲٫۶٪                  | ۲٫۸٪        | ۱٫۶٪  | ۸٫۵٪  |
| CYMAR بایگانی‌شده در ۲۹ ژانویه ۲۰۱۸ توسط Wayback Machine            | ۱۸ ژانویه ۲۰۱۸  | ۳۶٪                 | ۲۷٪              | ۱۶٪        | ۱۴٪              | ۲٪                    | ۴٫۵٪        | ۰٫۵٪  | ۱۱٪   |
| Symmetron                                                          | ۱۸ ژانویه ۲۰۱۸  | ۱۱٫۸٪               | ۳۴٫۲٪            | ۲۳٫۱٪      | ۲۲٫۶٪            | ۳٫۱٪                  | ۴٫۳٪        | ۰٫۹٪  | ۱۱٫۱٪ |
| Symmetron                                                          | ۱۴ ژانویه ۲۰۱۸  | ۱۲٫۵٪               | ۳۴٫۴٪            | ۲۱٫۲٪      | ۲۲٫۶٪            | ۳٫۵٪                  | ۴٫۳٪        | ۱٫۵٪  | ۱۱٫۸٪ |
| Noverna                                                            | ۱۴ ژانویه ۲۰۱۸  | ۲۲٫۶٪               | ۳۲٫۱٪            | ۱۸٫۶٪      | ۱۴٫۵٪            | ۱٫۲٪                  | ۵٫۷٪        | ۵٫۳٪  | ۱۳٫۵٪ |
| Pulse                                                              | ۱۲ ژانویه ۲۰۱۸  | ۲٫۲٪                | ۳۰٫۸٪            | ۱۸٫۵٪      | ۱۸٫۹٪            | ۳٫۸٪                  | ۳٫۸٪        | ۱٪    | ۱۱٫۹٪ |
| CYMAR بایگانی‌شده در ۷ ژانویه ۲۰۱۸ توسط Wayback Machine             | ۲۱ دسامبر ۲۰۱۷  | ۳۳٫۵٪               | ۳۰٪              | ۱۵٪        | ۱۵٪              | ۲٪                    | ۴٪          | ۰٫۵٪  | ۱۵٪   |
| Prime Consulting                                                   | ۱۵ دسامبر ۲۰۱۷  | ۱۰٫۱٪               | ۳۵٪              | ۲۱٫۸٪      | ۲۵٫۳٪            | ۳٫۳٪                  | ۳٫۱٪        | ۱٫۴٪  | ۹٫۷٪  |
| Noverna                                                            | ۱۰ دسامبر ۲۰۱۷  | ۲۵٫۷٪               | ۳۰٫۴٪            | ۱۷٫۸٪      | ۱۳٫۸٪            | ۲٫۱٪                  | ۳٫۳٪        | ۶٫۹٪  | ۱۲٫۶٪ |
| CMRC                                                               | ۸ دسامبر ۲۰۱۷   | ۱۶٫۲٪               | ۲۹٫۱٪            | ۱۸٫۷٪      | ۲۱٫۱٪            | ۴٫۱٪                  | ۳٫۷٪        | ۷٪    | ۸٪    |
| CYMAR                                                              | ۲۴ نوامبر۲۰۱۷   | ۲۸٫۵٪               | ۲۷٪              | ۱۳٫۵٪      | ۱۳٫۵٪            | ۲٪                    | ۴٪          | ۱۱٫۵٪ | ۱۳٫۵٪ |
| Symmetron                                                          | ۲۳ نوامبر۲۰۱۷   | ۹٫۶٪                | ۳۳٫۷٪            | ۱۹٫۶٪      | ۲۲٫۶٪            | ۴٫۱٪                  | ۲٫۷٪        | ۰٫۷٪  | ۱۱٫۱٪ |
| CMRC                                                               | ۱۰ نوامبر۲۰۱۷   | ۱۹٪                 | ۲۶٫۳٪            | ۱۷٪        | ۱۹٫۷٪            | ۴٪                    | ۳٫۶٪        | ۱۰٫۵٪ | ۶٫۶٪  |
| Prime Consulting                                                   | ۷ نوامبر۲۰۱۷    | ۱۵٪                 | ۳۲٫۹٪            | ۱۷٫۷٪      | ۲۴٪              | ۴٫۱٪                  | ۱٫۷٪        | ۴٫۶٪  | ۸٫۶٪  |
| Prime Consulting                                                   | ۱۵ اکتبر۲۰۱۷    | ۱۶٪                 | ۳۰٪              | ۱۶٪        | ۲۱٪              | ۴٪                    | -           | ۱۳٪   | ۹٪    |
| IMR                                                                | ۱۲ اکتبر ۲۰۱۷   | ۳۱٪                 | ۳۳٪              | ۱۸٪        | ۲۰٪              | ۶٪                    | -           | ۲٪    | ۱۳٪   |
| Prime Consulting                                                   | ۹ اکتبر ۲۰۱۷    | ۱۸٪                 | ۳۱٫۷٪            | ۱۷٪        | ۲۳٫۱٪            | ۵٫۱٪                  | -           | ۵٫۱٪  | ۸٫۶٪  |
| Noverna                                                            | ۸ اکتبر ۲۰۱۷    | ۱۷٪                 | ۲۳٪              | ۱۷٪        | ۱۷٪              | ۷٪                    | ۳٪          | ۱۷٪   | ۶٪    |
| Symmetron                                                          | ۲ اکتبر ۲۰۱۷    | ۲۵٪                 | ۳۲٪              | ۱۶٪        | ۲۲٪              | ۵٪                    | -           | -     | ۱۰٪   |
| CYMAR                                                              | ۲۹ سپتامبر ۲۰۱۷ | ۳۳٪                 | ۲۷٪              | ۱۳٪        | ۱۶٪              | ۳٪                    | -           | ۸٪    | ۱۱٪   |
| CYMAR                                                              | ۲۹ سپتامبر ۲۰۱۷ | ۳۳٪                 | ۲۷٪              | ۱۲٪        | ۱۴٪              | ۲٪                    | -           | ۱۳٪   | ۱۳٪   |
| IMR                                                                | ۲۹ ژوئیه ۲۰۱۷   | ۲۲٪                 | ۳۱٪              | ۲۱٪        | ۱۹٪              | ۷٪                    | -           | -     | ۱۰٪   |

#### نتایج دور اول
|                        |                        |                   |                   |                          |                          |                |                |                       |                       |        |        |       |         |       |
| نیکوس آناستاسیادس دیسی | نیکوس آناستاسیادس دیسی | استراوس مالاس آکل | استراوس مالاس آکل | نیکولاس پاپادوپولوس دیکو | نیکولاس پاپادوپولوس دیکو | Christou ایلام | Christou ایلام | گیروگوس لیلیکاس سیپول | گیروگوس لیلیکاس سیپول | سایرین | سایرین | مرحله | مرحله   |       |
| Votes                  | %                      | Votes             | %                 | Votes                    | %                        | Votes          | %              | Votes                 | %                     | Votes  | %      | Total | %       |       |
| نیکوزیا                | ۵۱٬۲۲۴                 | ۳۴٫۱۱             | ۴۴٬۹۸۹            | ۲۹٫۹۵                    | ۴۰٬۹۹۴                   | ۲۷٫۲۹          | ۸٬۴۳۸          | ۵٫۶۲                  | ۳٬۶۱۶                 | ۲٫۴۱   | ۹۳۳    | ۰٫۶۲  | ۱۵۳٬۸۷۴ | ۷۲٫۲۳ |
| فاماگوستا              | ۹٬۶۵۲                  | ۴۳٫۵۸             | ۶٬۳۱۱             | ۲۸٫۴۹                    | ۳٬۵۴۵                    | ۱۶٫۰۰          | ۲٬۰۹۶          | ۹٫۴۶                  | ۴۳۴                   | ۱٫۹۶   | ۱۱۲    | ۰٫۵۱  | ۲۲٬۸۵۰  | ۷۲٫۵۷ |
| لارناکا                | ۲۴٬۰۸۸                 | ۳۶٫۷۴             | ۲۳٬۹۶۱            | ۳۶٫۵۵                    | ۱۲٬۵۹۰                   | ۱۹٫۲۰          | ۳٬۵۵۵          | ۵٫۴۲                  | ۱٬۰۷۸                 | ۱٫۶۴   | ۲۸۵    | ۰٫۴۴  | ۶۷٬۱۶۱  | ۷۲٫۳۸ |
| Limassol               | ۳۹٬۹۵۱                 | ۳۸٫۱۹             | ۲۹٬۷۱۱            | ۲۸٫۴۰                    | ۲۷٬۰۲۱                   | ۲۵٫۸۳          | ۴٬۸۷۹          | ۴٫۶۶                  | ۲٬۱۲۷                 | ۲٫۰۳   | ۹۳۵    | ۰٫۸۷  | ۱۰۷٬۰۶۲ | ۷۰٫۳۸ |
| پافوس                  | ۹٬۷۷۷                  | ۲۷٫۱۷             | ۸٬۶۴۰             | ۲۴٫۰۱                    | ۱۳٬۶۶۷                   | ۳۷٫۹۸          | ۲٬۵۱۸          | ۷٫۰۰                  | ۱٬۰۲۹                 | ۲٫۸۶   | ۳۴۹    | ۰٫۹۶  | ۳۶٬۷۱۳  | ۷۳٫۷۷ |
| Cypriots abroad        | ۲٬۵۷۶                  | ۳۱٫۷۸             | ۳٬۳۰۸             | ۴۰٫۸۱                    | ۱٬۶۹۱                    | ۲۰٫۸۶          | ۳۶۰            | ۴٫۴۴                  | ۱۳۵                   | ۱٫۶۷   | ۳۶     | ۰٫۴۵  | ۸٬۲۳۹   | ۷۰٫۹۵ |
| جمع                    | ۱۳۷٬۲۶۸                | ۳۵٫۵۱             | ۱۱۶٬۹۲۰           | ۳۰٫۲۴                    | ۹۹٬۵۰۸                   | ۲۵٫۷۴          | ۲۱٬۸۴۶         | ۵٫۶۵                  | ۸٬۴۱۹                 | ۲٫۱۸   | ۲٬۶۵۰  | ۰٫۶۸  | ۳۹۵٬۹۴۹ | ۷۱٫۸۸ |

## نتایج

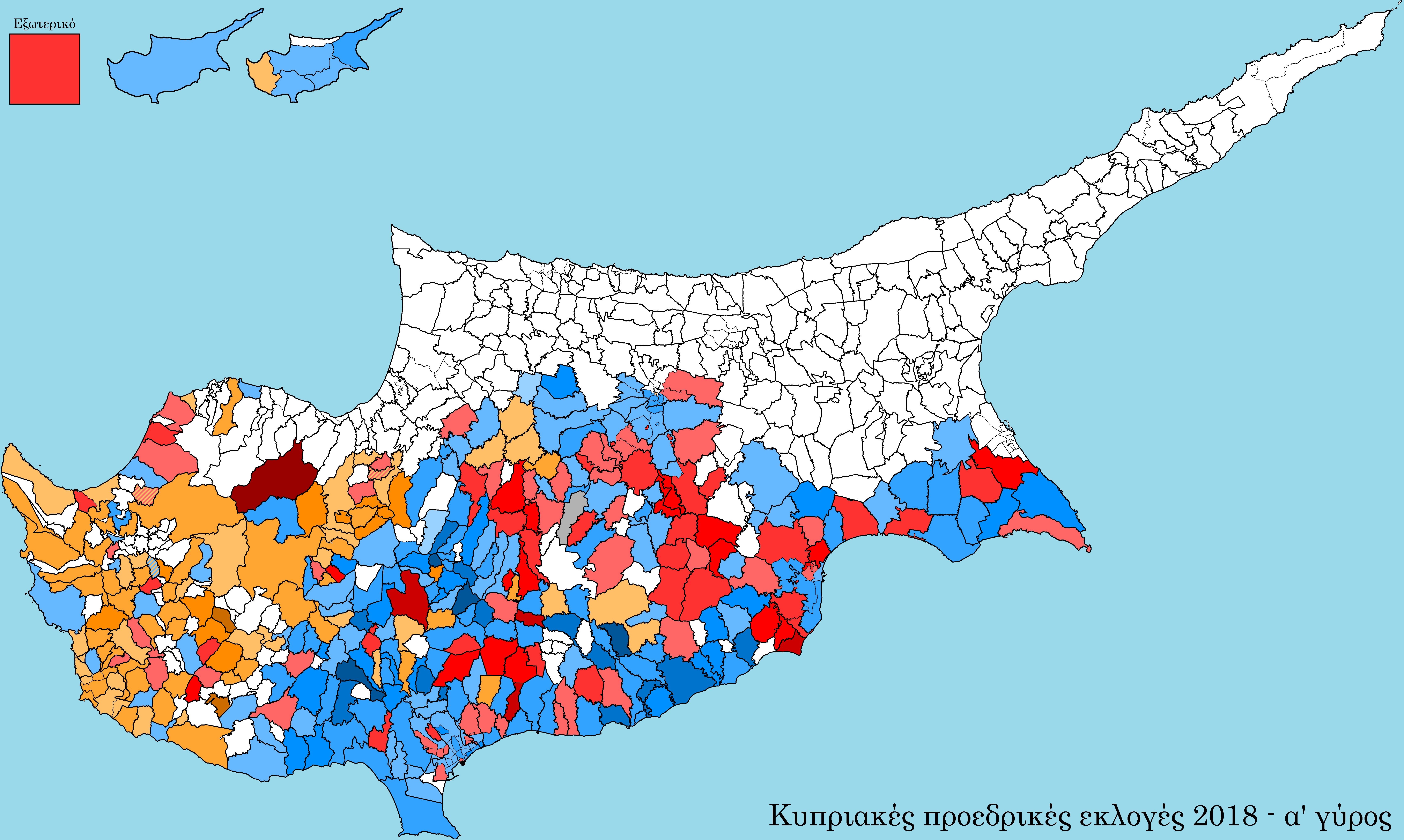
نقشه نتایج دور اول.

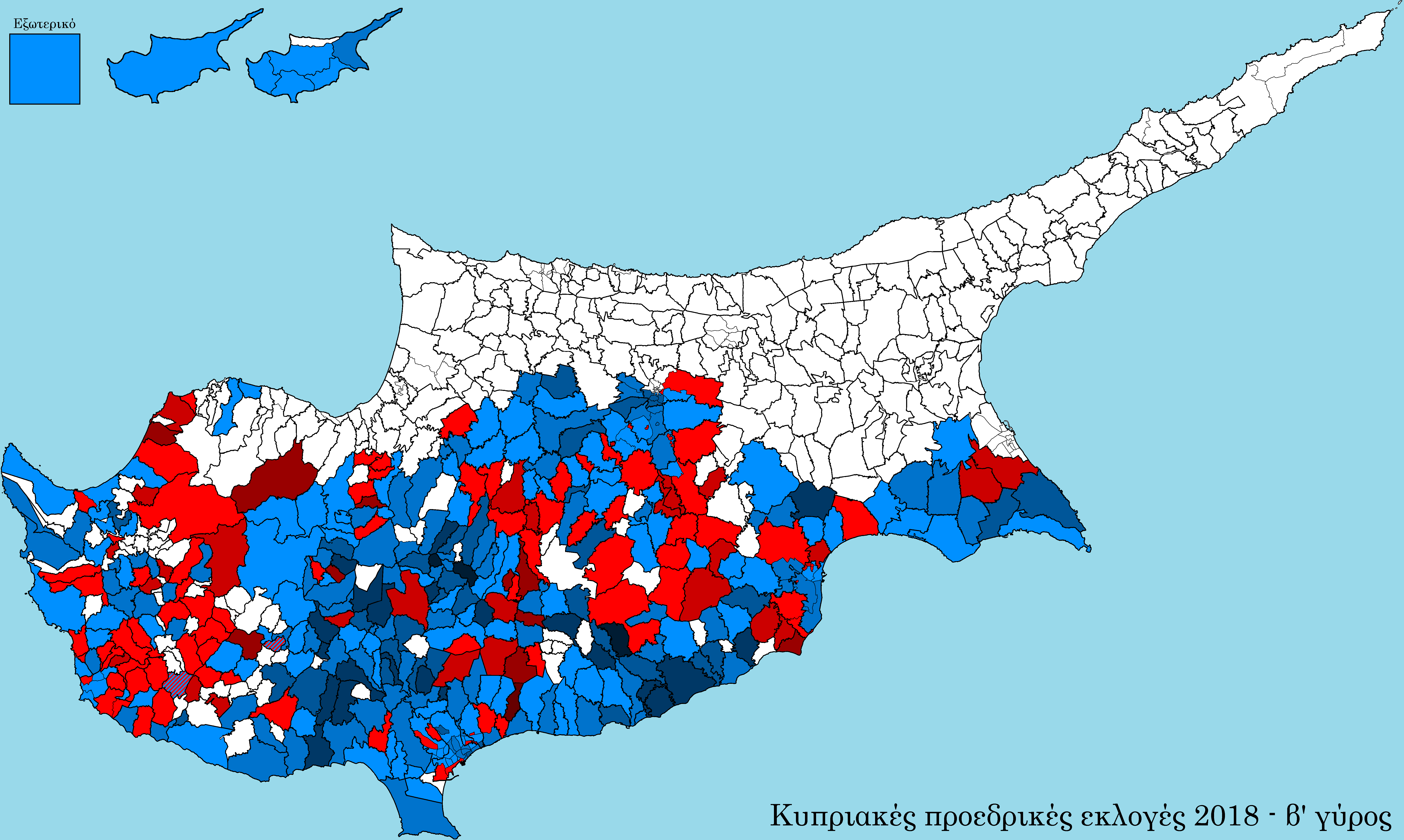
نقشه نتایج دور دوم

| نامزدها | نامزدها                        | احزاب                          | مرحله اول | مرحله اول | مرحله دوم | مرحله دوم |
| نامزدها | نامزدها                        | احزاب                          | آرا       | %         | آرا       | %         |
| --- | ------------------------------ | ------------------------------ | --------- | --------- | --------- | --------- |
| | نیکوس آناستاسیادس              | · ائتلاف دموکراتیک             | ۱۳۷٬۲۶۸   | ۳۵٫۵۱     | ۲۱۵٬۲۸۱   | ۵۵٫۹۹     |
| | استاورس مالاس                  | حزب پیشرو کارگران              | ۱۱۶٬۹۲۰   | ۳۰٫۲۴     | ۱۶۹٬۲۴۳   | ۴۴٫۰۱     |
| | نیکولاس پاپادوپولوس            | حزب دموکرات                    | 99,508    | 25.74     |           |           |
| | کریستوس کریستو                 | ELAM                           | ۲۱٬۸۴۶    | ۵٫۶۵      |           |           |
| | جورجوس لیلیچاس                 | اتحاد شهروندان                 | ۸٬۴۱۹     | ۲٫۱۸      |           |           |
| | آندرآس افستراتیو               | مستقل                          | ۸۴۵       | ۰٫۲۲      |           |           |
| | کریس آریستدیو                  | مستقل                          | ۷۵۲       | ۰٫۱۹      |           |           |
| | مایکل مینا                     | سازمان مبارزان عدالت           | ۶۶۲       | ۰٫۱۷      |           |           |
| | کریستاکیس کاپیلیوتیس           | مستقل                          | ۳۹۱       | ۰٫۱۰      |           |           |
| غیرمجاز/آرای سفید                                                                                            | غیرمجاز/آرای سفید              | غیرمجاز/آرای سفید              | ۹٬۳۳۸     | –         | ۲۲٬۹۵۱    | –         |
| جمع | جمع                            | جمع                            | ۳۹۵٬۹۴۹   | ۱۰۰       | ۴۰۷٬۴۷۵   | ۱۰۰       |
| رای‌دهندگان ثبت نام کرده/مشارکت                                                                               | رای‌دهندگان ثبت نام کرده/مشارکت | رای‌دهندگان ثبت نام کرده/مشارکت | ۵۵۰٬۸۷۶   | ۷۱٫۸۸     | ۵۵۰٬۸۷۶   | ۷۳٫۹۷     |
| Source: European Polling Report, Central Electoral Service بایگانی‌شده در ۲۹ ژانویه ۲۰۱۸ توسط Wayback Machine |                                |                                |           |           |           |           |

### مرحله دوم
|                  |                  |            |            |        |         |       |
| آناستاسیادس DISY | آناستاسیادس DISY | مالاس AKEL | مالاس AKEL | مشارکت | مشارکت  |       |
| Votes            | %                | Votes      | %          | Total  | %       |       |
| نیکوزیا          | ۸۲٬۷۲۱           | ۵۶٫۱۷      | ۶۴٬۵۵۵     | ۴۳٫۸۳  | ۱۵۶٬۷۸۸ | ۷۳٫۶۰ |
| فاماگوستا        | ۱۴٬۵۹۱           | ۶۲٫۸۴      | ۸٬۶۲۸      | ۳۷٫۱۶  | ۲۴٬۴۴۸  | ۷۷٫۶۵ |
| لارناکا          | ۳۵٬۸۶۶           | ۵۲٫۷۳      | ۳۲٬۱۴۶     | ۴۷٫۲۷  | ۷۱٬۲۸۰  | ۷۶٫۸۱ |
| لیماسول          | ۶۱٬۰۸۶           | ۵۷٫۷۹      | ۴۴٬۶۲۳     | ۴۲٫۲۱  | ۱۱۱٬۷۰۷ | ۷۳٫۴۴ |
| پافوس            | ۱۷٬۰۳۴           | ۵۲٫۳۷      | ۱۵٬۴۹۲     | ۴۷٫۶۳  | ۳۵٬۰۶۷  | ۷۰٫۴۷ |
| خارج از قبرس     | ۳٬۹۸۳            | ۵۱٫۱۸      | ۳٬۷۹۹      | ۴۸٫۸۲  | ۸٬۱۸۵   | ۷۰٫۰۶ |
| جمع              | ۲۱۵٬۲۸۱          | ۵۵٫۹۹      | ۱۶۹٬۲۴۳    | ۴۴٫۰۱  | ۴۰۷٬۴۷۵ | ۷۳٫۹۷ |